# 阿奇·威廉斯
阿奇·富兰克林·威廉斯（1915年5月1日—1993年6月24日），非洲裔美国田径运动员，美国空军军官。他曾在1936年夏季奥运会田径比赛中获得男子400米冠军。他于1993年6月24日在加利福尼亚州费尔法克斯去世，享年78岁。